# Федерація стронгмену України
Громадська організація «Федерація стронгмену України» є колективом однодумців, які поділяють ідею, принципи, цінності та статут федерації. Головною метою є розвиток виду спорту Стронгмену в Україні і світі.
Федерація є членом міжнародної федерації — World Strongman Federation. 
Організація має 15 чинних осередків та 9 тренувальних баз у різних регіонах України.

## Змагання
- Чемпіонат України серед професіоналів, [2]
- Кубок України,
- Чемпіонат серед аматорів, [3]
- Парний чемпіонат України, [4]
- Чемпіонат серед силових структур, [5]
- Комплексні заходи для ветеранів війни, [6]
- Атлети федерації виступають на міжнародних змаганнях та встановлюють національні і світові рекорди. [7]

## Керівники

### Президент ФСУ —Сергій Конюшок
Чемпіон та рекордсмен світу зі стронгмену, президент ГО «Федерація стронгмену України», МСУМК, заслужений тренер України, заслужений працівник фізичної культури та спорту України, засновник фітнес-додатку FitStar , експерт в галузі спорту та фітнесу.

### Почесний президент—Василь Вірастюк
Заслужений Майстер Спорту, дворазовий чемпіон світу та володар титулу «World Strongest Man», чотириразовий чемпіон світу у команді, рекордсмен України та світу, Народний депутат України. 

## Турнір «Найсильніша людина України»
Головний національний турнір року серед стронгменів, що проходить в різних містах України. Абсолютними рекордсменами змагань є Василь Вірастюк та Олександр Лашин (у їх активі по 6 перемог). 
Також має назви: «Богатир року», «Ukrainian Strongest Man»

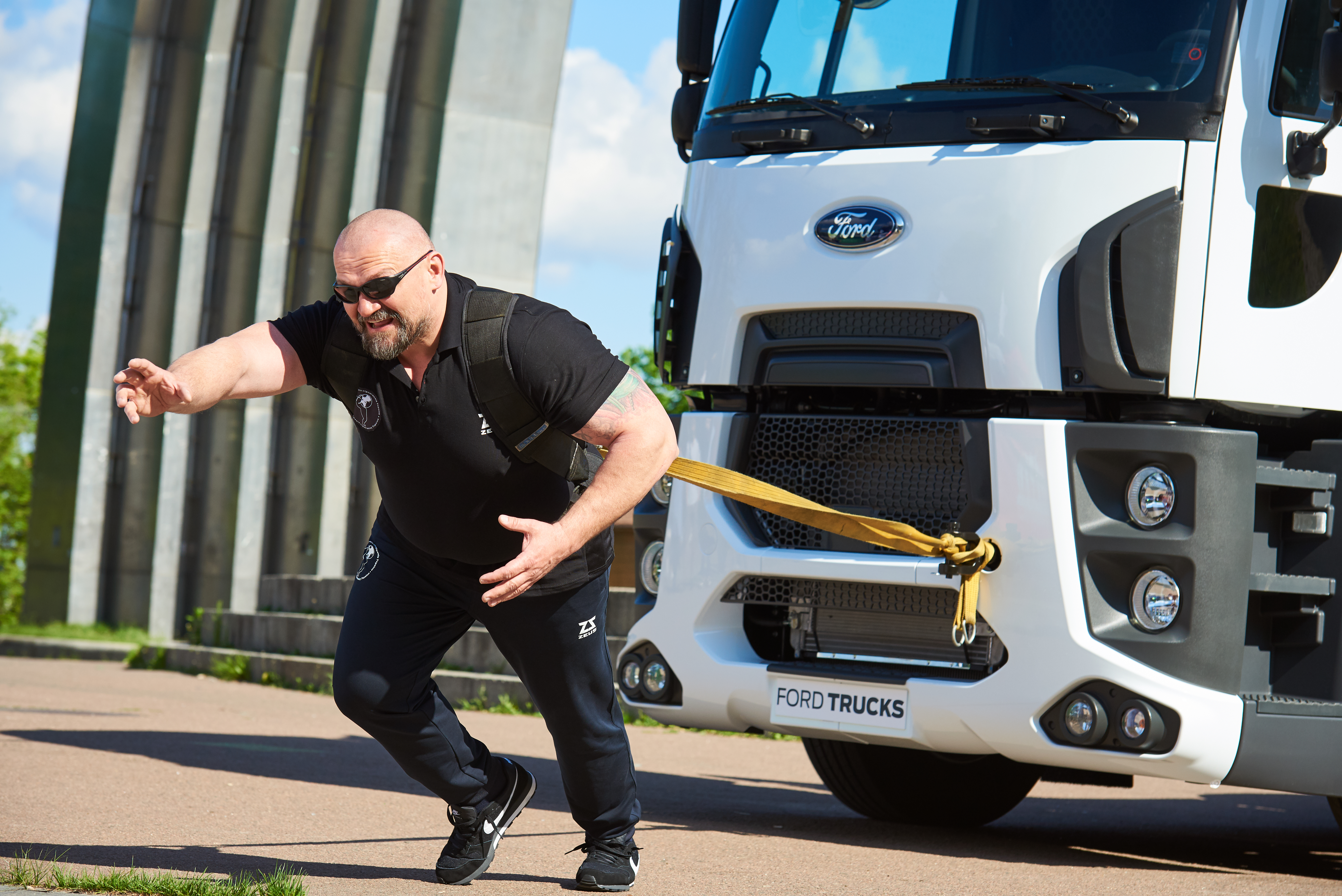
Василь Вірастюк - Найсильніша людина світу і 6 разовий Найсильніший українець

Організатор турніру Федерація стронгмену України (ФСУ) 
| Рік  | Переможець         | 2-е місце          | 3-є місце          | Місце проведення           |
| ---- | ------------------ | ------------------ | ------------------ | -------------------------- |
| 2000 | Василь Вірастюк    |                    |                    |                            |
| 2001 | Василь Вірастюк    |                    |                    |                            |
| 2002 | Василь Вірастюк    |                    |                    |                            |
| 2003 | Василь Вірастюк    |                    |                    |                            |
| 2004 | Василь Вірастюк    |                    |                    |                            |
| 2005 | Михайло Старов     |                    |                    | Київ                       |
| 2006 | Василь Вірастюк    |                    |                    |                            |
| 2007 | Василь Вірастюк    |                    |                    |                            |
| 2008 | Олександр Лашин    | Костянтин Ільїн    | Сергій Конюшок     |                            |
| 2009 | Костянтин Ільїн    | Олександр Лашин    | Сергій Конюшок     | Площа Знань МАУП           |
| 2010 | Олександр Лашин    | Сергій Конюшок     | Віталій Міхеєв     | Київ, Гідропарк            |
| 2011 | Олександр Лашин    | Віктор Юрченко     | Олександр Пеканов  | Київ                       |
| 2012 | Олександр Лашин    | Віталій Міхеєв     | Борис Курбатський  | Київ                       |
| 2013 | Олександр Лашин    | Володимир Рекша    | Віталій Міхеєв     | Київ, Оболонська набережна |
| 2014 | Костянтин Ільїн    | Сергій Романчук    | Антон Дубровський  |                            |
| 2015 | Олександр Лашин    | Рафал Кобиляж      | Володимир Рекша    | Луцьк, Луцький замок       |
| 2016 | Олексій Новіков    | Олександр Лашин    | Віталій Герасимов  | Маріуполь                  |
| 2017 | Олексій Новіков    | Олександр Кочергін | Павло Гайша        | Чернігів                   |
| 2018 | Олексій Новіков    | Павло Кордіяка     | Андрій Бурштин     | Рівне                      |
| 2019 | Олексій Новіков    | Павло Кордіяка     | Олександр Кочергін | Дніпро                     |
| 2020 | Павло Кордіяка     | Олексій Новіков    | Олександр Кочергін | Хуст                       |
| 2021 | Олександр Кочергін | Денис Бережник     | Роман Греков       | Славське                   |

В 2022 і в 2023 роках турнір не відбувався через бойові дії на території України, та службу в ЗСУ багатьох стронгменів.

## Парний чемпіонат світу зі стронгмену у Львові
16 – 17 липня 2016 року за підтримки Міністерства молоді та спорту України, Федерації стронгмену України, Львівської обласної державної адміністрації, Львівської міської ради у Львові відбувся парний чемпіонату світу зі стронгмену  "WORLD STRONGEST TEAM"  Для з’ясування титулу «Найсильніша нація планети 2016» до Львова приїхали 15 команд, кожна у складі двох спортсменів – один вагою понад 110 кг, другий – до 110 кг. Відтак учасниками спортивного свята найсильніших атлетів світу виявилися представники Білорусі, Молдови, Польщі, Словаччини, Угорщини, Грузії, США, Фінляндії, Чехії, Литви та Норвегії. Україну на турнірі представляли 4 команди.
Кваліфікаційні півфінали відбулися 16 липня на площі перед пам’ятником Іванові Франку у місті Львові. А 17 липня на стадіоні «Арена Львів» визначалися переможці парного чемпіонату світу зі стронгмену серед чоловіків «World Strongest Team».   В результаті напруженої й цікавої боротьби, яка тривала до останньої змагальної вправи за активної підтримки трибун, найкращою виявилася перша збірна команда України (42 очки).  
Тільки в останній вправі Олександру Лашину й Володимиру Рекші вдалося наздогнати й перемогти переслідувачів з команди Словаччини - Марцін Сендвіцьки та Матеуш Осташевськи (38,5 очок). На третю сходинку п’єдесталу піднявся дует з Грузії - Амірані Догонадзе й Константін Джанашія (29,5 очок). 

## Рекорд з перетягування літака Ан-225 Мрія

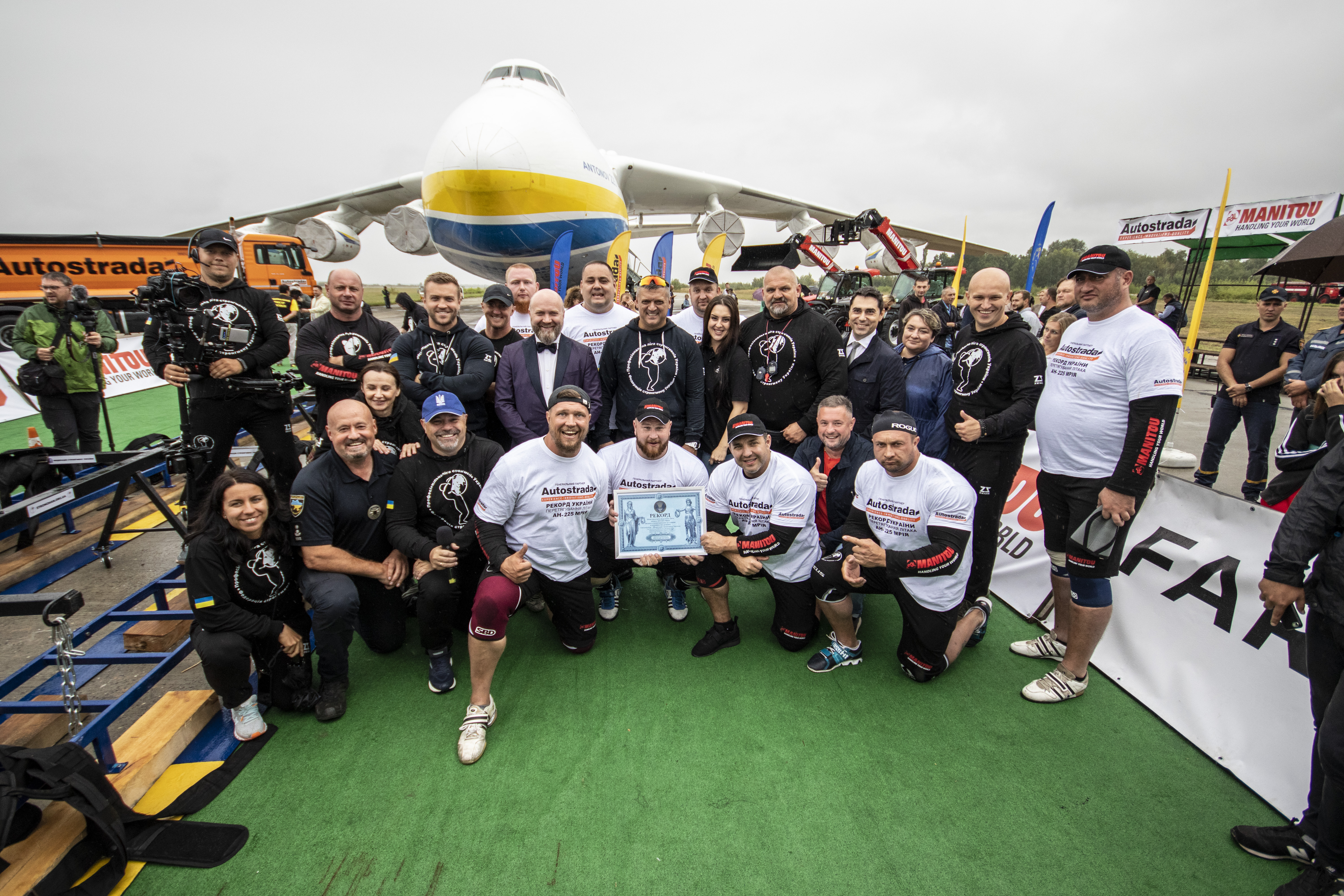
8 українських атлетів 26 серпня встановили рекорд з перетягування найбільшого у світі вантажного літака Ан-225 «Мрія»

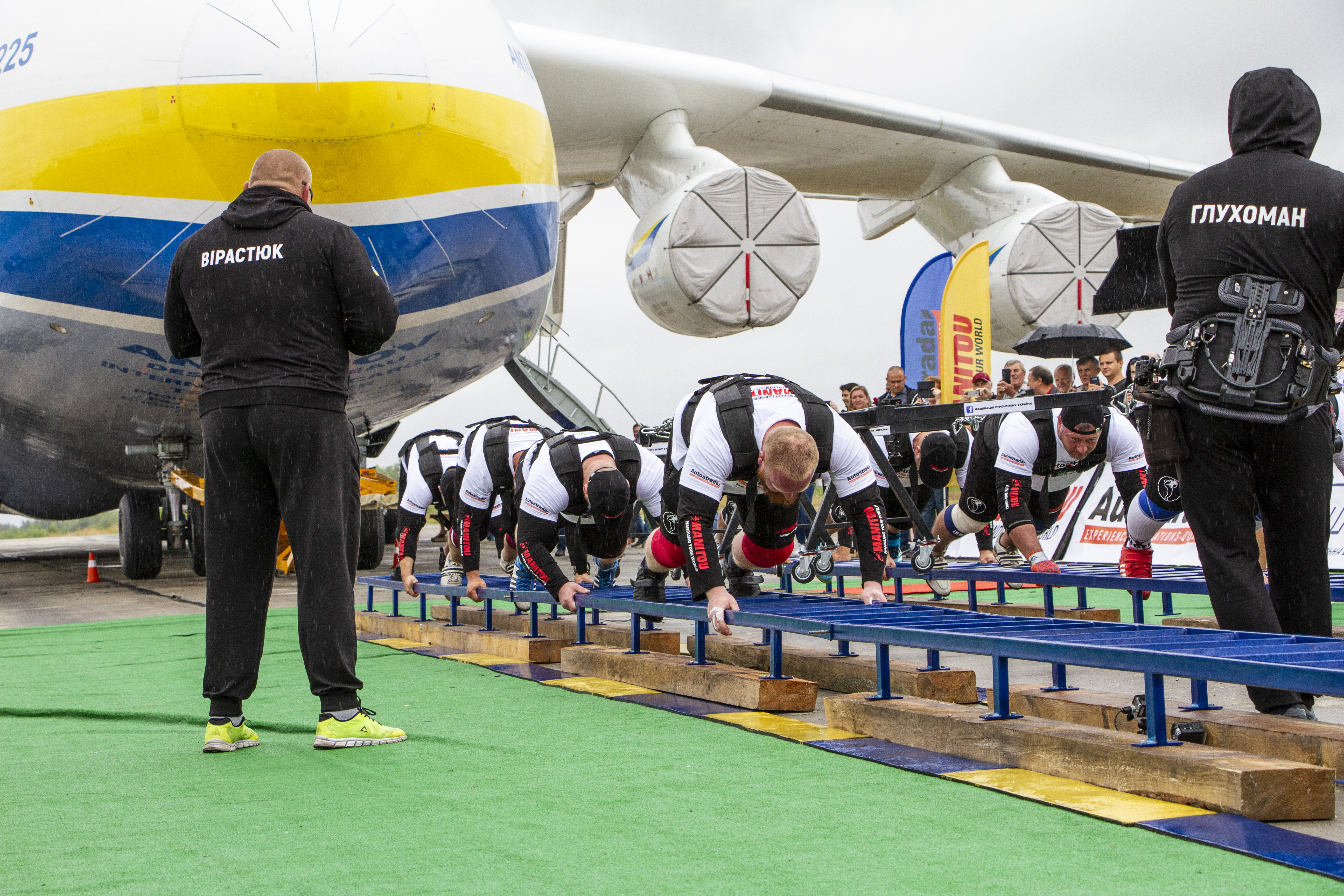
Українські стронгмени встановили світовий рекорд. Перетягнули Ан 225 «Мрію» на 4 метри.

8 українських атлетів 26 серпня 2021 року встановили рекорд з перетягування найбільшого у світі вантажного літака Ан-225 «Мрія». Рекорд присвятили 30-літтю Незалежності України та 75-річчю ДП «Антонов». Рекорд встановлювали на аеродромі «Антонов» у селищі Гостомель Київської області. Богатирі перетягували літак з паливом вагою 330 тонн. Спортсменам вдалося перетягнути Ан-225 на 4 метри 30 сантиметрів за 1 хвилину та 13 секунд. До речі, напередодні богатирі здійснили 7 тренувань. Найбільше вони протягнули літак на 10 сантиметрів, тому рекорд 26 серпня став для них справжньою несподіванкою.
У встановленні рекорду взяли участь:
- 'Сергій Конюшок
- Олександр Лашин
- Богдан Ксенчук
- Денис Дубровський
- Сергій Пономарьов
- Володимир Рекша
- Денис Бережник
- Віталій Герасимов

## Arnold Classic Europe Festival. Strongman
З 2022 року Федерація є головним організатором Чемпіонату Європи зі стронгмену в рамках фестивалю Arnold Classic Europe Festival. Комплексний спортивний захід, який дає можливість реалізувати свій спортивний потенціал. Ми раді як професійним спортсменам, так і любителям. Головне для нас — чесне та професійне суддівство та дотримання олімпійських стандартів спортивних змагань. В турнірі у 2022 році брало участь більше 100 учасників, а в турнірі 2023 року більше 150 учасників. Турнір відбувається в місті Мадрид, Іспанія. Спортсмени змагаються в шести класичних вправах, а також мають окремий турнір Трак чемпіонат, де їм потрібно на швидкість перетягувати вантажівки вагою 8 і 15 тонн.
У 2024 році в рамках фестивалю Arnold Classic Europe відбудеться Чемпіонат світу зі стронгмену 2024.

## Застосунок TrenVet для реабілітації ветеранів

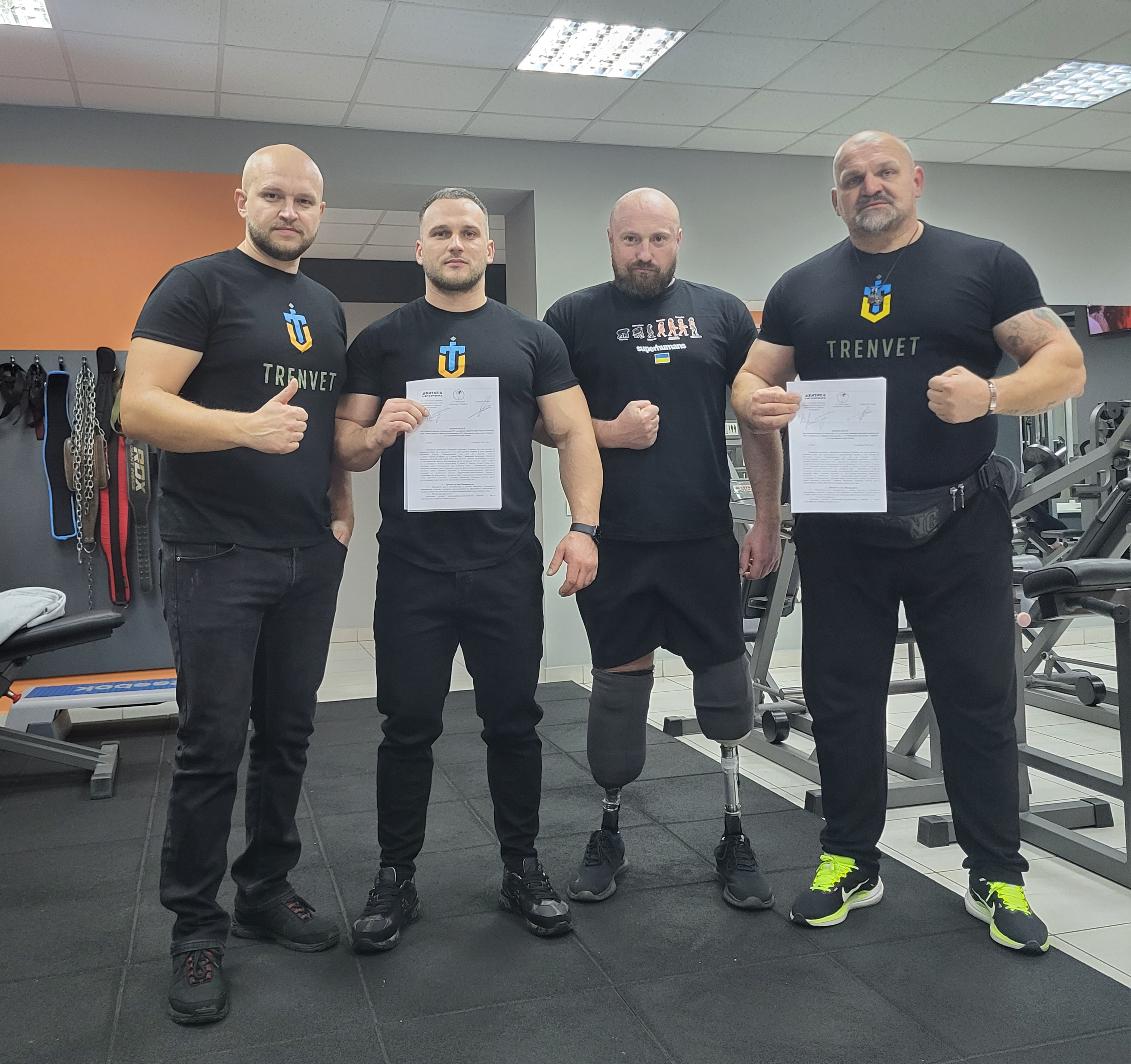
Презентація "Тренвет" у Луцьку

Громадська організація «Звитяга Нескорених» та Федерація стронгмену України на чолі з Сергієм Конюшком, Олександром Лашиним та Василем Вірастюком представили TrenVet — перший інноваційний мобільний фітнес-застосунок, що дає можливість ветеранам та військовослужбовцям знайти тренера й отримати безоплатну спортивну реабілітацію.
За словами Василя Вірастюка, ідея створення такої платформи з'явилася давно. Починаючи з 2015 року, Федерація стронгмену України та ГО «Звитяга Нескорених» залучалися до реабілітації ветеранів за допомогою фізичних навантажень та готували українських захисників і захисниць до «Ігор Нескорених».  Вже тоді вони розуміли, що для гарних результатів повинна бути періодичність у спортивних заняттях. В багатьох регіонах відбулась презентація додатку, та розпочались безкоштовні тренування ветеранів. Сюжет про презентацію в Луцьку опублікував представник на Волині. В 2023 році ЗСУ та Федерація стронгмену України підписали договір про співпрацю, яка полягає в проведенні комплексної спортивної реабілітації ветеранів війни. 